# Ко Тхе Хьон
Ко Тхе Хьон (нар. 5 листопада 1981) — південнокорейський борець вільного стилю, дворазовий бронзовий призер чемпіонатів Азії, бронзовий призер універсіади.

## Життєпис
Боротьбою почав займатися з 1994 року.
Виступав за спортивний клуб Йоннамського університету. Тренер — Гьон Че Юн.

## Спортивні результати на міжнародних змаганнях

### Виступи на Чемпіонатах світу
| Змагання                        | Збірна         | Вагова категорія          | Місце |
| ------------------------------- | -------------- | ------------------------- | ----- |
| Чемпіонат світу з боротьби 2005 | Південна Корея | вільна боротьба, до 96 кг | 5     |
| Чемпіонат світу з боротьби 2006 | Південна Корея | вільна боротьба, до 96 кг | 14    |

### Виступи на Чемпіонатах Азії
| Змагання                       | Збірна         | Вагова категорія          | Місце  |
| ------------------------------ | -------------- | ------------------------- | ------ |
| Чемпіонат Азії з боротьби 2005 | Південна Корея | вільна боротьба, до 96 кг | Бронза |
| Чемпіонат Азії з боротьби 2007 | Південна Корея | вільна боротьба, до 96 кг | 5      |
| Чемпіонат Азії з боротьби 2008 | Південна Корея | вільна боротьба, до 96 кг | Бронза |
| Чемпіонат Азії з боротьби 2009 | Південна Корея | вільна боротьба, до 96 кг | 7      |

### Виступи на Азійських іграх
| Змагання           | Збірна         | Вагова категорія          | Місце |
| ------------------ | -------------- | ------------------------- | ----- |
| Азійські ігри 2006 | Південна Корея | вільна боротьба, до 96 кг | 5     |

### Виступи на Універсіадах
| Змагання               | Збірна         | Вагова категорія          | Місце  |
| ---------------------- | -------------- | ------------------------- | ------ |
| Літня універсіада 2005 | Південна Корея | вільна боротьба, до 96 кг | Бронза |

### Виступи на інших змаганнях
| Змагання                                                      | Збірна         | Вагова категорія          | Місце |
| ------------------------------------------------------------- | -------------- | ------------------------- | ----- |
| Олімпійський кваліфікаційний турнір з боротьби 2008 (Мартіні) | Південна Корея | вільна боротьба, до 96 кг | 20    |
| Олімпійський кваліфікаційний турнір з боротьби 2008 (Варшава) | Південна Корея | вільна боротьба, до 96 кг | 11    |